# Оэл7
Оэл7 (эквивалентен по мощности паровозу О, электрическая передача, № 7, заводское обозначение — тип Т1) — первый советский маневровый тепловоз с электропередачей. В силу конструктивных недостатков в серию не пошёл.

## Проектирование
После того, как в 1927 году на Коломенском заводе было сформировано проектное бюро по тепловозам, завод начал подготовку к выпуску нового типа локомотивов. В том же году НКПС СССР выдал заказ на изготовление двух опытных тепловозов мощностью 600 л.с. и с электрической передачей, которые предназначались для работы на маневрах. По убеждению многих специалистов, тепловозы были бы наиболее эффективны именно на маневровой работе и требовались подходящие тепловозы, чтобы провести исследования. Между собой тепловозы отличались осевой формулой и типом привода: индивидуальный (каждую ось приводил отдельный электродвигатель) и групповой (один электродвигатель приводит через дышловый механизм сразу несколько осей).
Согласно разработанному в Тепловозном бюро НКПС (Н. А. Добровольский, А. Л. Гер, В. Н. Тихомиров) первоначальному эскизному проекту, тепловоз с индивидуальным приводом должен был иметь осевую формулу 0-40-0 и сцепной вес 72 тонны. Работы по детальному проектированию тепловоза (заводской тип — Т1) велись в проектном бюро Коломенского завода инженерами В. И. Беспяткиным и А. С. Близнянским при непосредственном участии инженера Н. Г. Лугинина и под руководством инженера Б. С. Позднякова. Но при детальном проектировании выяснилось, что при сохранении четырёх осей выдержать вес на требуемом уровне было невозможно, поэтому разработчики добавили к проекту бегунковую ось, тем самым перейдя к типу 1-40-0.

## Постройка
С целью ускорения постройки тепловоза, основное оборудование было закуплено у зарубежных заводов:
- MAN — дизельный двигатель
- Brown Boveri — силовое электрооборудование (тяговый генератор, тяговые электродвигатели, возбудитель) и шестерни редуктора
- Hohenzollern[нем.] — рессорная муфта между дизелем и генератором
- GEA[нем.] — холодильник

Механическая часть и кузов при этом строились на Коломенском заводе, на нём осуществлялся монтаж оборудования.
В конце 1930 года завод выпустил тепловоз, которому присвоили обозначение Оэл7 — равный по мощности паровозу серии О, с электрической передачей, № 7 (№ 1, 2, 3, 4 и 5 были заняты для магистральных тепловозов, 6 — для маневрового тепловоза с групповым приводом).

## Конструкция
Оэл7 по конструкции представлял собой классический советский тепловоз того времени. Его первичным двигателем был дизель фирмы MAN, развивающий мощность в номинальном режиме 600 кВт, а при максимальных оборотах — до 765 л.с. Рессорной муфтой он соединялся с тяговым генератором мощностью 380 кВт (1410 А, 270 В). Тяговые электродвигатели были модели GDTM-524 (как на Ээл5), причём мощностью 140 кВт, из-за чего тепловоз стал значительно «перемоторен». Передача регулировалась по схеме Варда Леонардо. На тепловозе было предусмотрено реостатное торможение. Сцепной вес локомотива составил 85,6 тонн (общая — 100 тонн), вместо проектных 72, из-за чего осевая нагрузка была выше 21 тс, что фактически делало невозможным эксплуатацию Оэл7 на второстепенных направлениях.

## Судьба локомотива
Тепловоз совершил несколько опытных поездок, после чего был направлен на Ашхабадскую железную дорогу. Наибольшая сила тяги достигала 17 200 кгс, а при часовых режимах работы ТЭД составляла 11 900 кгс, при этом касательная мощность составляла 450 л.с. КПД тепловоза достигал 25 % (КПД дизеля — 33,3 %).
В ходе эксплуатации тепловоз из-за высокого веса расстраивал пути, а у него самого повреждались элементы конструкции. Также неудовлетворительно работало электрическое торможение. По этой причине испытания так и не были завершены до конца. В 1943 году тепловоз отстранили от работы и переделали в передвижную электростанцию.